# Вендам
Вендам (нидерл. Veendamо файле) — поселение и община на севере Нидерландов, в провинции Гронинген. Население Вендама на 31 мая 2009 года составляло 27 964 человек.
В общину входят населённые пункты: Баревелд, Боргеркомпагни, Киббалгарн, Корте-Аккерс, Нумеро-Дертин, Оммеландервейк, Трипскомпагни, Вендам, Вилдерванк, Вилдерванкстердаллен и Зёйдвендинг.

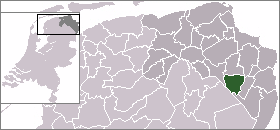
Расположение общины Вендам на карте Нидерландов

## Известные люди, родившиеся в Вендаме
- Груневолд, Ренате (род. в 1976 году) - нидерландская спортсменка-конькобежец, чемпион мира по классическому многоборью 2004 года.

## Города-побратимы
- Гнезно, Польша
- Келоуна, Канада

## Спорт
- футбольный клуб «Вендам»[2]
- волейбольный клуб Flash Veendam[3]